# K-Swiss
K-Swiss er en amerikansk fodtøjsvirksomhed, der har hovedsæde i Californien. Det blev oprettet i 1966 i Los Angeles, Californien af to Swiss-brødre.